# Stiromella obliqua
Stiromella obliqua är en insektsart som först beskrevs av Wagner 1948.  Stiromella obliqua ingår i släktet Stiromella och familjen sporrstritar. Arten är reproducerande i Sverige. Inga underarter finns listade i Catalogue of Life.